# 西川杏太郎
西川 杏太郎（にしかわ きょうたろう、1929年（昭和4年）3月9日 - 2023年（令和5年）2月24日）は、日本の美術史研究者。専門は日本彫刻史、文化財保存学。父は、書家で昭和の三筆の一人に数えられた西川寧。

## 経歴
東京市（現墨田区）向島の生まれ。1950年(昭和25年)、慶應義塾大学文学部文学科(芸術学専攻)卒業。翌年、文化財保護委員会(現・文化庁)に入り、文化財保護部美術工芸課長、文化財調査官、東京国立博物館次長を経て、1987年(昭和62年)4月、奈良国立博物館館長、91年東京国立文化財研究所の所長を歴任。退官後に、横浜美術短期大学学長、神奈川県立歴史博物館館長。
2023年2月24日、心不全のため死去。93歳没。

## 著書
- 『奈良の寺13 興福寺北円堂と南円堂の諸像』（岩波書店, 1974年）
- 『日本の美術202 一木造と寄木造』（至文堂, 1983年）
- 『日本彫刻史論叢』（中央公論美術出版, 2000年）
- 『文化財五十年をあゆむ』（竹林舎, 2003年）

## 編著
- 『国宝大事典2 彫刻』（講談社, 1985年）

## 栄典
- 2002年11月 勲二等瑞宝章受章[2][3]